# Театральное искусство в Омске

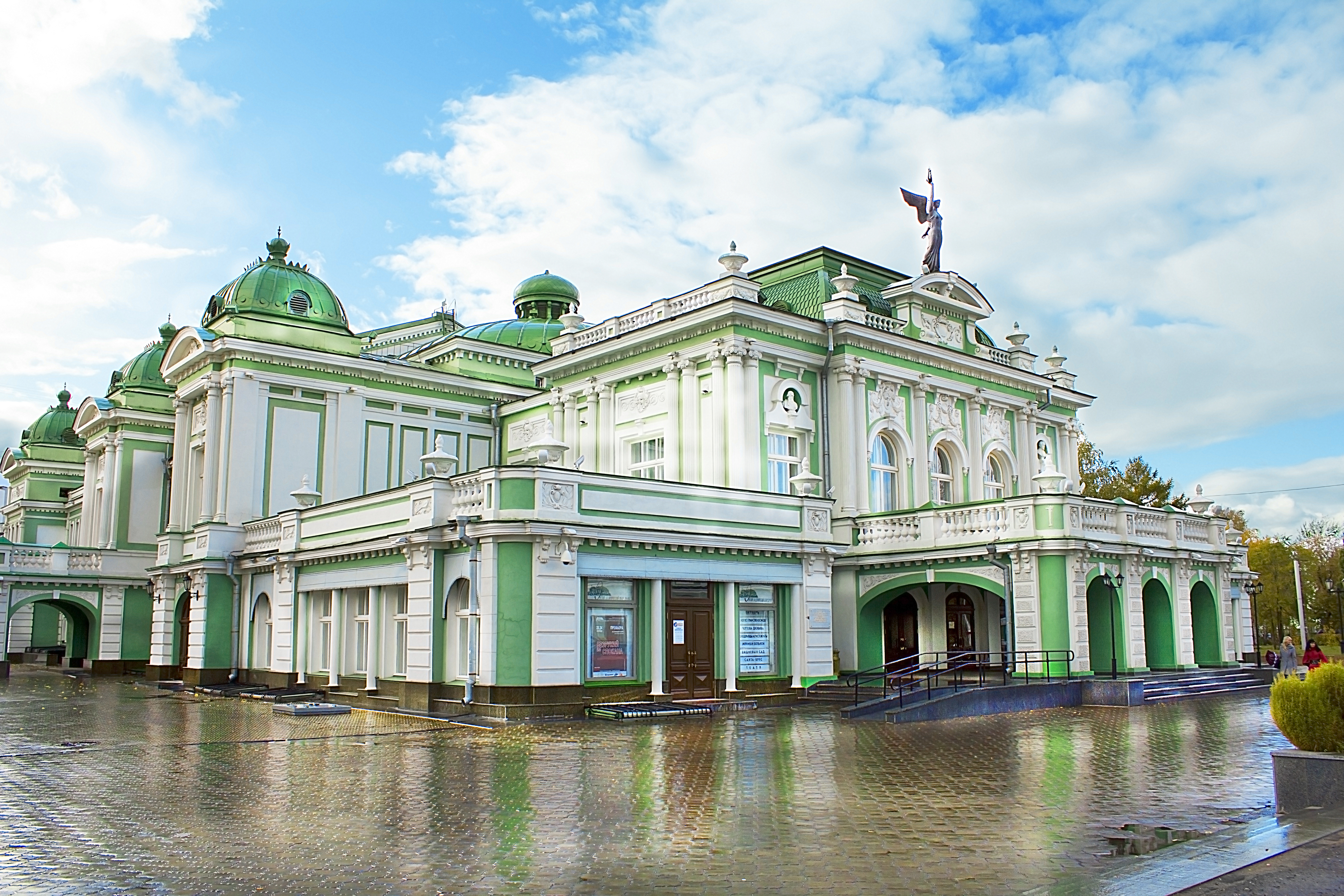
Омский академический театр драмы

Театральное искусство в Омске развивалось при взаимодействии с другими сферами искусства в городе, такими как литературное, музыкальное и художественное.
Омск является одним из наиболее театральных городов в Сибири, здесь работает 14 театров. Эту сферу освещает журнал «Омск театральный», до 1995 года выпускавшийся в формате газеты.

## История
В 1761 году в инженерную команду Омского гарнизона вошёл Иван Андреев, занимавшийся омскими мостами во последней четверти XVIII века. Он также занимался организацией художественной самодеятельности при поддержке генерал-поручика Ивана Шпрингера: проводил репетиции, ставил спектакли. В результате этого чертёжная отпечаталась в истории города как «Оперный дом».
Советский период
Летом 1918 года белые заняли позиции красных в городе, и большая часть советских культурных организаций была упразднена. Окончательно советская власть установилась в 1920 году, но и после этого большевики нередко сталкивались с аполитическим или антисоветским настроем профессиональных работников искусства. В ходе революции жизнь профессиональных театров изменилась в корне. Традиции их ломались, сами они были национализированы в 1920 году и переданы отделам народного образования. Подотдел искусств Сибирского отдела народного образования в условиях недостатка кадров пытался создать показательный театр академического характера — Сибгосоперу.
В августе 1920 года было создано Сибирское организационное бюро Пролеткульта, местом пребывания которого выбран Омск. В студии Омского Пролеткульта обучались театральные работники из пролетариата. При бюро организовали Первый рабочий театр, актёры которого набирались среди любителей и который через некоторое время был преобразован в Экспериментальный революционный театр (Экревте). 11 сентября 1920 года в Омске прошёл Всесибирский съезд работников искусства, делегаты которого были в основном театралами.
Однако материальные трудности первых лет НЭПа плохо сказались на многих учреждениях культуры Сибири. Снятые с государственного бюджета, они в основном закрывались из-за недостатка финансирования. Уже в феврале 1922 года был закрыт Омский Пролеткульт, а с ним и его театр Экревте.
Некоторые зрелищные предприятия передавались в аренду частным лицам, а созданное театральное управление при политпросвете должно было заботиться об их материальном состоянии, обеспечивать работой во время сезона, комплектовать труппы, готовить помещения и распространять билеты. В 1923 году хозяйственно культурные учреждения принадлежали как коммунальным хозяйствам, так и арендующим частникам, среди которых были бывшие сибирские киномонополисты Каплун и Антон Михайлович Дон-Отелло (Антонио Микеле Донателло). В арендованных театрах запрещалось показывать «вещи порнографические и контрреволюционные», а в театрах, принадлежащих политпросветам, репертуар должен был быть исключительно воспитательным, обслуживать рабочих и красноармейцев. Большинство театров, вынужденное добиваться самоокупаемости, сместило акцент на продаваемые пьесы, которые имели не самое высокое художественное качество.
Во второй половине 1920-х годов количество мелодраматических спектаклей в театрах снизилось. В Омском театре сезон 1927/1928 прошёл под девизом «Искусство — массам!», и двадцать одна постановка (из двадцати пяти) посвящалась современности. Сезон начался и завершился пьесой К. Тренева «Любовь Яровая». В репертуар театра были включены «Шторм» В. Билль-Белоцерковского и «Бронепоезд 14-69» Вс. Иванова.

## Современные театры

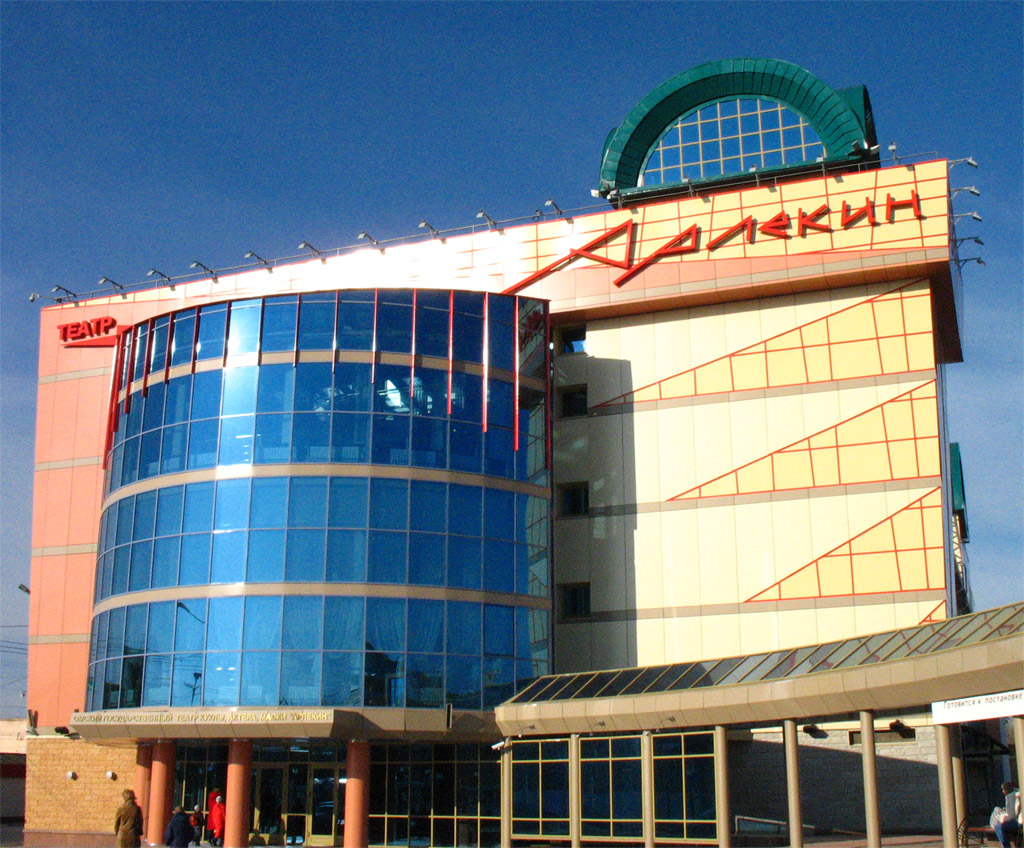
Омский государственный театр куклы, актёра, маски «Арлекин»

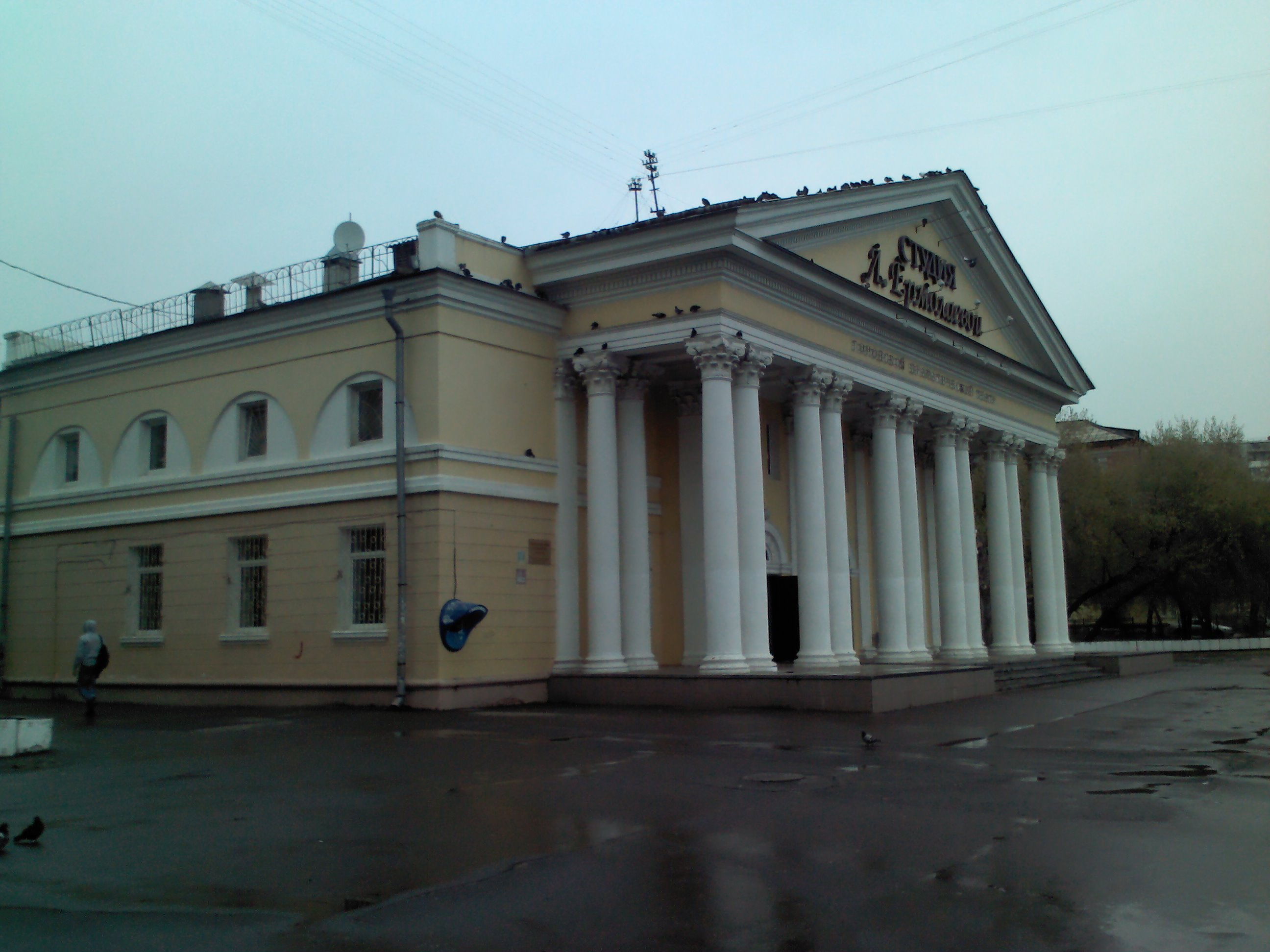
Студия Любови Ермолаевой, городской драматический театр

Омский академический театр драмы является старейшим театром Омска, одним из старейших в России. Он появился в 1870-е годы. В репертуаре театра классика и современные пьесы: «Волки и овцы» А. Н. Островского, «Полковнику никто не пишет» Маркеса, «Дачники» М. Горького, «Вишнёвый сад» А. П. Чехова, «Стеклянный зверинец» Теннесси Уильямса.
В Омске работают зал органной и камерной музыки и концертный зал Омской областной филармонии, на сцене которой поёт заслуженная артистка России Светлана Бородина.
На сцене Омского камерного «Пятого театра», появившегося в 1990 году, ставит пьесы Анатолий Праудин, Сергей Пускепалис, Борис Цейтлин, Марина Глуховская, Вениамин Смехов, Сергей Грязнов, Алексей Янковский.
Лицейский драматический театр дважды становился победителем Межрегионального театрального фестиваля «Рождественский парад» в Санкт-Петербурге, а в 2009 году стал обладателем Гран-при Международного фестиваля молодых европейских театров во Франции.

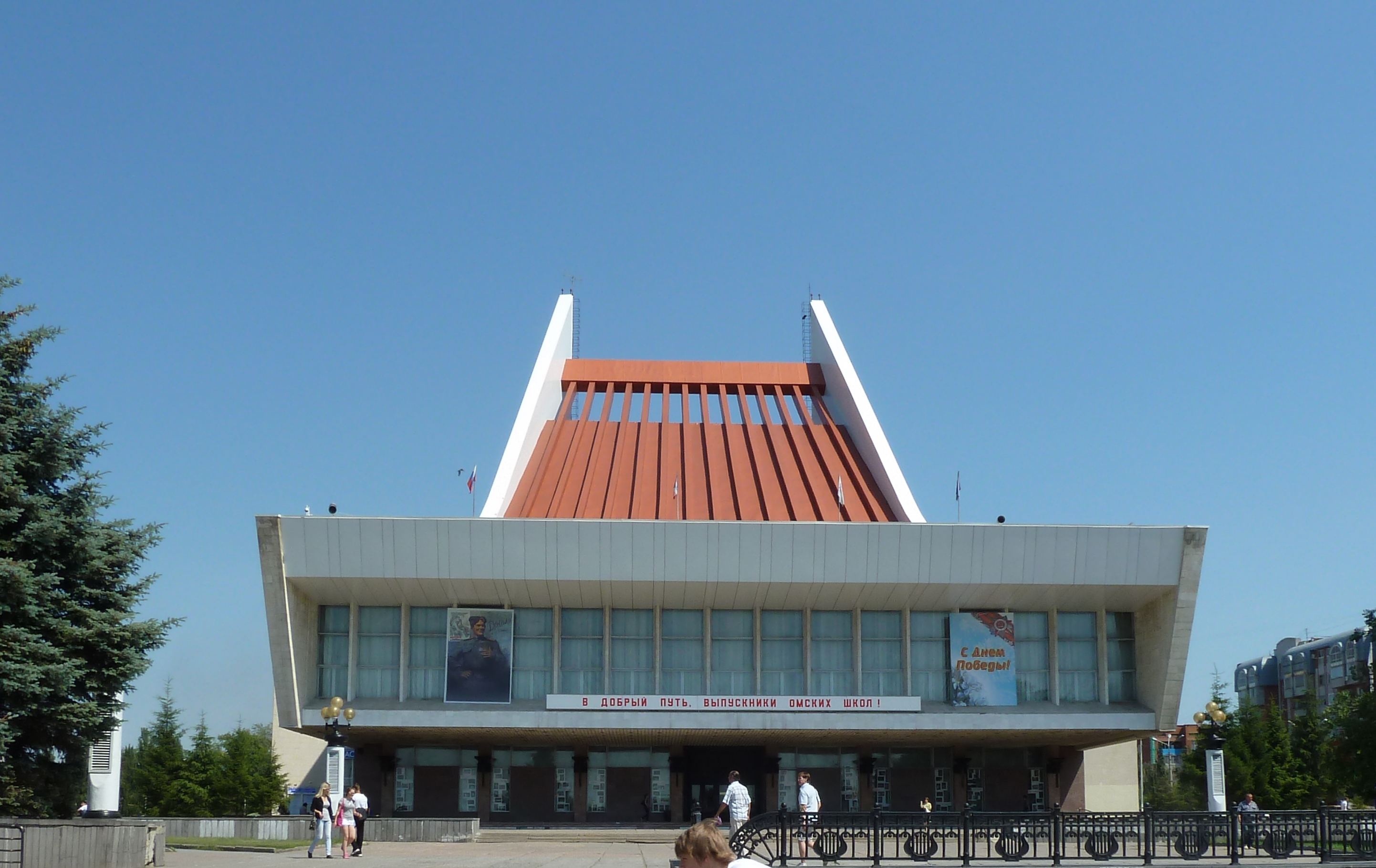
Омский государственный музыкальный театр

- Городской драматический театр «Галёрка»
- Городской драматический театр «Студия» Л. Ермолаевой
- Омский академический театр драмы
- Омский государственный музыкальный театр
- Омский государственный театр куклы, актёра, маски «Арлекин»
- Омский театр для детей и молодёжи
- Театр-студия А. Гончарука

## Фестивали и конкурсы
Ежегодно с 2008 года в июне проходит Международный театральный фестиваль «Академия», вызывающий международный резонанс и позволяющий показывать в пределах города новинки известных театров разных стран. Этот фестиваль закрепляет за Омском статус театральной столицы Сибири.
Весной проходит конкурс любительских театров «Театральная весна».